# Cynapes
Cynapes is een geslacht van spinnen uit de familie springspinnen (Salticidae).

## Soorten
De volgende soorten zijn bij het geslacht ingedeeld:
- Cynapes baptizatus (Butler, 1876)
- Cynapes canosus Simon, 1900
- Cynapes lineatus (Vinson, 1863)
- Cynapes wrighti (Blackwall, 1877)